# Henri Feydeau de Brou
Pour les articles homonymes, voir Feydeau (homonymie) et Brou (homonymie).
Henri Feydeau de Brou, né à Paris, le 13 juin 1653 et mort à Amiens, le 14 juin 1706, est un prélat français du XVIIe siècle et du début du XVIIIe siècle, évêque d'Amiens.

## Biographie

### Famille
Henri Feydeau de Brou est issu de la noblesse de robe, fils de Henri Feydeau, seigneur de Brou, dans la Brie et  Marie Rouillé de Meslay. Son père était conseiller de la grande chambre du Parlement de Paris.

### Carrière ecclésiastique
Il étudia au collège du Plessis de l'ancienne université de Paris et devint docteur en théologie. En 1678, il fut aumônier du roi Louis XIV, qui le nomma évêque d'Amiens en 1687. Il fut l'un des trois évêques consécrateurs de Fénelon, archevêque de Cambrai en 1695.

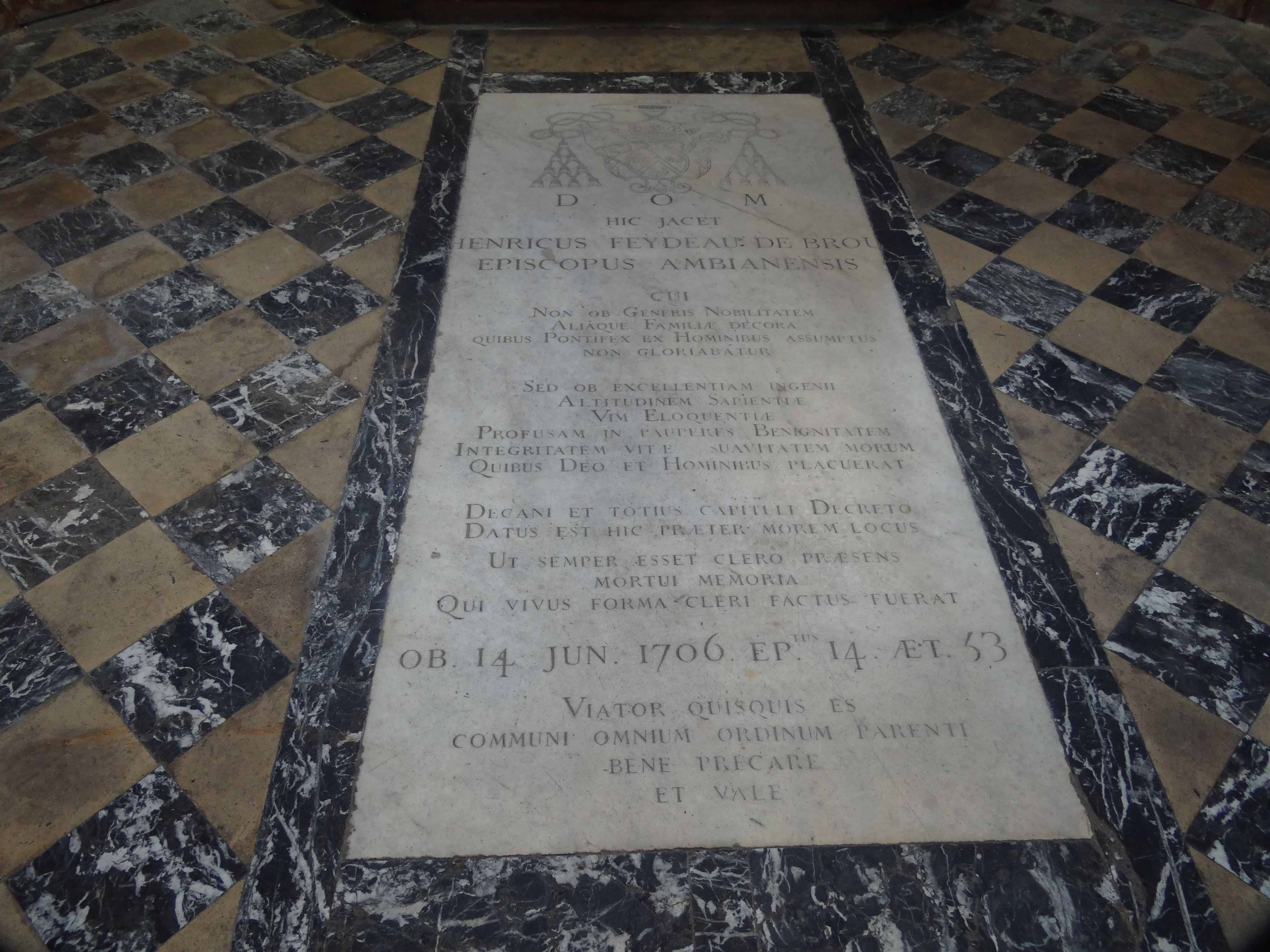
La dalle du tombeau d'Henri Feydeau de Brou dans la chapelle Saint-Étienne de la cathédrale d'Amiens (Somme).